# Geratskirchen
Geratskirchen è un comune tedesco di 882 abitanti, situato nel land della Baviera.